# Jazz dance
Jazz dance je modernija tehnika proizašla iz klasičnog baleta, kao uostalom i sve modernije plesne tehnike. Bazira se na baletnoj tehnici koja je nadopunjena opuštenijim plesnim elementima, odnosno slobodnijim pokretima. Pozicije nogu u jazzu su malo zatvorenije nego u baletu zbog čega je opterećenje bokovima za nijansu manje, ili potpuno zatovrene. No kod rekreativnih plesača baleta se ni ne zahtijeva potpuna otvorenost, već otvorenost u granicama mogućnosti pojedinca.
Otvorenost znači rotacijsku sposobnost bokova kako bi se dobio položaj nogu u kojem pete stoje jedna nasuprot druge, a prsti su otvoreni prema van.
Balet ima strože forme, dok je u jazzu dopušten veći stupanj stilske opuštenosti. Za jazz dance su također karakteristične izolacije u kojima se tijelo dijeli na dijelove, od kojih svaki dio radi svoj pokret, izoliran jedan od drugog. Balet se pleše na klasičnu glazbu, a jazz dance na pop ili bilo koju drugu glazbu. Kao i u baletu i društvenim plesovima, jazz dance se pleše i u paru, uključujući i podrške, a ne samo solo ili grupno.

## Osnovne vrste jazz dancea

### Lirski jazz
- čuva u sebi pravilne linije tijela i pokreta
- pokreti su fluidni i mekani
- koristi puno baletnih elemenata
- zove se još i mekani jazz
- možemo ga vidjeti u filmovima poput West side story, Fame, Stayin' alive, Flashdance

### Street jazz
- noviji smjer jazz tehnike
- uključuje energične i oštre izolacije i sinkopirani rad nogu
- obično se izvodi na rock glazbu i na oštrije, energičnije pop ritmove
- zastupljenost baletne tehnike je velika
- zove se još i tvrdi jazz
- može se vidjeti u filmu Center stage

### Musical comedy jazz
- teatralni jazz koji se izvodi u svim plesnim mjuziklima
- za taj stil je karakteristično da pokreti naglašeno prate tijek priče komada u kojem se izvode
- često se koriste rekviziti kao što su šeširi, štapovi, stolice i sl., a kostimi su blještavi i upadljivi
- može ga se vidjeti u filmovima Annie, Cabaret, All that jazz, Chorus line

### MTV Dance
- najnoviji smjer tehnike koji je zastupljen u spotovima pjevača kao što su Justin Timberlake, Britney Spears, Christina Aguilera, Missy Elliot, Jennifer Lopez
- nastao je u svrhu povećanja kvalitete scenskih nastupa pjevača
- karakterizira ga oštrina i odsječenost pokreta
- baletna tehnika je ovdje vrlo malo zastupljena, jer se bazira na oštrim, brzim i energičnim izolacijama i okretima tijela

## Povijest Jazz dancea
Završetkom prvog svjetskog rata dolazi do društvene revolucije koja odbija običaje i vrijednosti prijašnjih generacija i čiji je moto bio živjeti život do kraja. Ples sada postaje manje formalan, a glazba koja izbija u prvi plan je jazz. 
Jazz je glazba crnaca koji su europsku glazbu obogatili afričkim ritmovima. Sama riječ u njihovom slengu znači «sex». Nastao je kao kontrast tradicionalnoj glazbi, a sadrži u sebi ritmičke sekcije baseva, bubnjeva, trombona, klarineta i sl. Za njega su karakteristične sinkope, a svaki dobar jazz mora u sebi prezentirati i swing. Jedni od prvih plesova koji su se plesali na jazz su bili charleston, step i foxtrot.
Miješanjem baleta i gore navedenih plesova, formirao se stil plesa koji se prvo zvao "stage dancing", a kasnije je bio primenovan u naziv "jazz dance". Jazz je uglavnom bio muški ples s nešto žena, da bi kasnije postao jednako zastupljen i muškarcima i ženama.
Glavna karakteristika jazz dancea su izolacije u kojima se tijelo dijeli na dijelove, od kojih svaki dio radi svoj pokret izoliran jedan od drugog. Ta "aritmičnost / asimetričnost" je ujedno i karakteristika jazz glazbe.
Danas se jazz dance izvodi na sve vrste glazbe.